# Encyrtoscelio spuratus
Encyrtoscelio spuratus är en stekelart som beskrevs av Virgilio Caleca 1995. Encyrtoscelio spuratus ingår i släktet Encyrtoscelio och familjen Scelionidae. Inga underarter finns listade i Catalogue of Life.